# Fehértorkú galamb
A fehértorkú galamb (Columba vitiensis godmanae) a madarak osztályának galambalakúak (Columbiformes) rendjéhez és a galambfélék (Columbidae) családjához tartozó fémfényű galamb (Columba vitiensis) kihalt alfaja.

## Előfordulása
Az Ausztráliától 580 kilométerre keletre lévő Lord Howe-szigeten élt.

## Kihalása
Nem sokkal a telepesek beérkezése után halt ki. Utoljára az 1850-es években észlelték.